# Couvent des Récollets de Cassel
Le couvent des Récollets de Cassel regroupait des frères mineurs récollets, relevant de l'ordre mendiant franciscain. Présents à Cassel (département du Nord, arrondissement de Dunkerque) aux XVIIe et XVIIIe siècles, sur deux sites différents successifs, la dernière implantation eut lieu dans les locaux libérés par le départ de France des jésuites. La Révolution française a mis fin à la présence de ces moines à Cassel.

## Histoire

### Premiers religieux
À l'origine, un mont des Flandres, appelé à l'époque « Mont d'Escouffe » ou « Mont des Vautours », situé sur le territoire de la commune de Cassel, à proximité du mont Cassel, siège de la ville du même nom, a été le refuge d'un ermite.
Au XVIe siècle, vers 1580, plusieurs cénobites s'y regroupent pour former une communauté. Ils y avaient été autorisés par les gouverneurs des Pays-Bas espagnols.
En 1613, les ascètes demandent et obtiennent des gouverneurs Albert et Isabelle le droit de détenir de nouveaux terrains, à ajouter à ceux déjà occupés, afin d'héberger correctement les membres de leur communauté. En 1614, le pape Paul V répond favorablement à leur souhait d'observer la règle de saint Augustin et de relever du provincial ou général de l'ordre des Augustins. En même temps, le souverain pontife les exempte de la juridiction de l'évêque. Dans le bref émis à cette occasion, Paul V les dénomme « les Ermites du Mont Vultur ». Les souverains espagnols multiplient les donations leur permettant de disposer d'un ermitage et d'une remarquable chapelle.
En 1619, les religieux demandent à Paul V à pouvoir intégrer le mouvement franciscain dans l'observance des règles de vie édictées par François d'Assise. Le pape accède de nouveau à leur vœu et la même année, ils quittent le site pour aller faire leur noviciat à la province de Flandre. Leur admission était toutefois soumise à une condition incontournable : l'abandon de tous leurs biens du mont de l'Escouffe.

### Arrivée des récollets
Les frères mineurs récollets sont arrivés sur le Mont des Vautours dès 1620 ou 1622. Ils vont rester en place cent cinquante ans.
Selon André-Joseph-Ghislain Le Glay, les moines sont des « Franciscains de l'étroite observance ». Ils viennent de Gand, de la province franciscaine de saint Joseph. Le révérend père J. de Gand a été nommé premier gardien des moines, ou premier supérieur, en 1622 par le provincial responsable de la province ecclésiastique de l'ordre. Les frères bâtissent aussitôt une église, consacrée par l'évêque d'Ypres Antoine de Haynin. Les fondations de l'édifice ayant été érigées sans précaution particulière dans le sol sablonneux de la colline, il fut nécessaire d'entreprendre sa reconstruction quasi entièrement dès 1629. Le bâtiment réédifié est consacré par l'évêque d'Ypres Georges Chamberlain. Au chœur de l'église figure la mise en garde Vigilate quia nescitis diem neque horam  (« Rappelez vous que vous ne connaissez ni le jour ni l'heure »). Le couvent a pour saint patron saint Bonaventure (Bonaventure de Bagnoregio).
Le couvent est alors le seul établissement d'hommes de l'ordre de saint François dans toute la châtellenie de Cassel.
Jérôme de la Tour, seigneur d'Oostbriaerde et de Calverdans, l'un des seigneurs d'Hondeghem, fut un des bienfaiteurs du couvent des Récollets au XVIIe siècle.
L'archiduc Albert et l'infante Isabelle donnent aux religieux des lettres patentes qui confirment leur droit de récupérer les biens laissés par les frères ermites. Ils leur font des dons particuliers et augmentent leur prospérité. En 1627, Isabelle leur confirme la possession de cinq mesures de terre (un peu plus de 2 hectares) avec le bois qui y croissait, auparavant concédées aux ermites augustins. Au total, les moines occupent trois hectares sur le mont.
Sur place, les moines disposent de sources d'eau qui leur permettent d'alimenter leur brasserie.
En 1678, par les traités de Nimègue, la France de Louis XIV récupère une partie de la Flandre. Le roi ordonne en 1679 au révérendissime père Théodore Germain Allart, commissaire-général des récollets pour toute la France, de prendre possession du couvent du mont d'Escouffe. Les pères franciscains de Flandre en sortent donc le 29 novembre 1679 pour rejoindre leur province de saint Joseph. Le 4 mai 1680, le ministre général des Franciscains autorise, par décret donné à Paris, la prise de possession du couvent du Mont-d'Escouffe. Le même mois, les récollets de la province de saint Antoine de Padoue d'Artois s'y installent. Le père De Noyel est le premier supérieur de ces récollets français.
En mars 1680, le roi établit des lettres patentes donnant la répartition et le règlement des provinces de récollets de la France septentrionale : les couvents de récollets de Dunkerque, Cassel, Gravelines, Saint-Omer et Cambrai sont unis à la province de saint Antoine.
Dans leur vie quotidienne, les moines vivent de quêtes et de libéralités données par les habitants. Les seigneurs de la cour féodale princière de Cassel appelée la « Noble Cour de Cassel » sont les bienfaiteurs de premier rang des frères, qui leur adressent leurs principales suppliques lorsqu'ils rencontrent des difficultés. Les quêtes ayant lieu jusque dans les environs de Cassel, avaient pour finalité d'assurer des ressources aux frères, mais aussi, ceux-ci limitant leurs besoins, à faire des dons et aumônes aux indigents.
En 1697, le gardien (supérieur) du couvent de Cassel est un ancien missionnaire rentré de Nouvelle-France ; il est également le confesseur attitré des clarisses colletines (ordre des Pauvres Dames) d'Arras (Abbaye Sainte-Claire).
Un récollet de Cassel remplit en 1711 à Hazebrouck, les fonctions de premier vicaire. Parmi les missions confiées aux pères récollets de Cassel, figure celle de représenter le provincial d'Artois pour présider aux prises d'habit, aux prononciations des vœux et aux inhumations des religieuses sœurs grises, ou religieuses du Tiers-Ordre franciscain, du couvent d'Hazebrouck (en revanche, l'inhumation d'une simple pensionnaire ou d'une domestique est assurée par le supérieur des pères Augustins d'Hazebrouck).
Des nobles de Cassel se font enterrer dans l'église des récollets : Isabelle Claire Billiet, fille de Pierre David, conseiller au conseil de Flandre, et de Marie Isabelle de Jonghe, née à Gand, meurt à Cassel le 17 février 1712. Elle était l'épouse de Charles François Van Cappel, (1665 Cassel - 1708 Cassel), écuyer, seigneur de Briarde, premier noble vassal de la châtellenie de Cassel, enterré dans la chapelle de la Vierge de l'église de Cassel (collégiale Notre-Dame de la Crypte). Son épouse, en revanche, est inhumée dans l'église des récollets.
Le 15 octobre 1752, sous le patronage des religieux de Cassel, sont implantés dans l'église de Ledringhem, des tableaux représentant les stations du chemin de croix, les récollets installant cette dévotion dans l'église.

### À Cassel
En 1764, un arrêt du Parlement, par ordre du roi, expulse les jésuites de France. Le collège et les biens du collège des jésuites de Cassel sont annexés à celui de Bailleul. La municipalité estime rapidement que leur départ laisse un grand vide et cherche une solution de remplacement.
Le 12 septembre 1768, le magistrat (les dirigeants) de la ville et châtellenie de Cassel passent un accord avec les récollets : il leur laisse les bâtiments que les jésuites occupaient dans la ville, la commune récupérant les possessions du Mont d'Escouffe. Les autorités de la ville entendent combler le vide laissé par le départ des jésuites, « en matière d'offices divins et de secours spirituels et d'instruction des enfants ». Plusieurs pères récollets rejoignent la ville. L'accord stipule que la communauté sera composée de vingt pères, dont les deux tiers au moins seront Flamands et de cinq frères. En 1768, au moment de la signature, ils sont 14. L'évêque d'Ypres consulté approuve et appuie la démarche.
Un arrêt de Louis XV autorise la translation des récollets en la ville de Cassel le 9 décembre 1769, les lettres patentes qui l'établissent sont datées du 2 janvier 1770. Dès lors, toute la communauté quitte le mont des Vautours et s'installe dans l'ancien couvent des jésuites.
Les récollets remplacent les jésuites pour instruire la jeunesse et se chargent des prédications et autres actions de piété à Cassel et dans les environs. En mars 1770, les franciscains célèbrent pour la première fois l'office dans la chapelle des jésuites.
Au printemps 1770, les nobles vassaux et hommes de fiefs de la cour, ville et châtellenie de Cassel, présentent à l'évêque d'Ypres, les services attendus des récollets venant d'être transférés en la ville. Ils entendront la confession dans leur église, visiteront les malades et rendront tous les secours et services qu'on pourra exiger d'eux. L'évêque Mgr Félix Joseph de Wavrans donne son approbation le 5 juin 1770.
Après le départ des jésuites, les récollets de Cassel ont partagé avec les frères mineurs capucins de Bailleul et les augustins d'Hazebrouck l'octroi des indulgences accordées dans la chapelle Notre-Dame de Grâce à Caestre pendant la neuvaine qui y avait lieu chaque année.
En 1788, l'église collégiale Saint-Pierre de Cassel est démolie du fait de sa vétusté. Pendant sa reconstruction, les chanoines célèbrent la messe dans la chapelle des récollets jusqu'au départ de tous les ecclésiastiques ayant refusé de prêter le serment de fidélité à la constitution civile du clergé.

### Disparition
Les destructions ont commencé dès 1774 : en février et mars 1774, on démolit le couvent et l'église situés au mont d'Escouffe. L'année suivante, on utilise les briques de l'établissement pour en faire les fondations de la prison construite sur la nouvelle place de Cassel.
À la suite de la Révolution française, en avril 1791, les « amis de la constitution », club regroupant les partisans de la Révolution, de Cassel s'étonnent que la municipalité de la ville n'oblige pas les récollets, ils sont 9, à prêter le serment civique. Selon eux, les moines font preuve d'incivisme et tiennent des propos opposés à l'Assemblée constituante.
En fin 1791, un récollet du couvent de Cassel est présent à Bourbourg au couvent des sœurs noires. Il est accusé par la société populaire de « mettre la discorde en ville ». La société populaire décide alors de le dénoncer de nouveau pour lui faire réintégrer son couvent de Cassel.
Le gouvernement fait fermer la chapelle des récollets le 10 juillet 1792.
La révolution fait fuir les moines récollets. Ils refusent la constitution civile du clergé et ils quittent Cassel le 22 novembre 1792 dans la nuit, en ayant gardé leur projet secret. La date de leur fuite est connue par leur livre des comptes : celui-ci, très bien tenu, enregistrant les recettes et dépenses, s'interrompt à cette date. Seules ont été mises dans la confidence quelques personnes. La famille d'un notaire recueille leurs archives, les ornements d'église et des vases bénits. Leurs reliques sacrées, dont certaines données par des souverains, ont été confiées à l'église Notre-Dame de Cassel. Certaines ont échappé aux destructions de la révolution et demeurent encore de nos jours en l'église, comme la « croix-reliquaire de la Vraie Croix avec son socle » en bois, recouvert d'une feuille d'argent, classé monument historique,.
Quatre religieux du couvent vont être saisis à Ypres, et guillotinés à Arras le 30 juin 1793, en compagnie d'une religieuse augustine, de deux infirmières et d'une institutrice, toutes originaires de Flandre maritime. Un des religieux semble être l'oncle du premier abbé de l'abbaye du Mont-des-Cats, Dominque-Denis Lacaes, et il avait eu pour élève le général Dominique René Vandamme, natif de Cassel.

## Supérieurs-gardiens du couvent
P.-J.-E. De Smyttère donne la liste des supérieurs gardiens du couvent. Elle débute au moment du départ des ermites augustins. Les supérieurs gardiens sont dits Vénérand Père.
Deux époques sont considérées : celle où les récollets dépendent de la Flandre et de l'ordre de saint François d'Assise, et celle des récollets de France, de l'ordre de saint Antoine de Padoue.
Les supérieurs étaient nommés pour un triennat (période de trois ans), appelée par les moines trienne. On peut effectuer deux mandats de gardien. En 1733, les couvents de Dunkerque et de Cassel ont échangé leur supérieur. En 1782, le supérieur était appelé « père préfet de la pédagogie de Cassel ».

## Postérité
- Il ne reste aucune trace du premier couvent des moines récollets sur leur première implantation. En revanche, leur présence en ce lieu entre 1620 et 1769 s'est inscrit dans la géographie : le mont voisin de la ville de Cassel, anciennement dénommé « Mont des Vautours », s'appelle depuis le passage des moines le Mont des Récollets.
- La chapelle de l'ancien collège des jésuites a survécu. À la suite de la Révolution française, le bâtiment est vendu au général Vandamme, général d’empire natif de la ville, pour devenir un lieu de stockage du fourrage pour les animaux. La ville en est actuellement propriétaire. La façade est classée au titre des monuments historiques[37].
- Il est parfois attribué aux récollets de Cassel un rôle dans la fondation d'un pèlerinage et d'une dévotion particulière dans une chapelle de Zegerscappel. L'oratoire est consacré à saint Bonaventure, qui est également le saint patron des récollets de Cassel. Le culte rendu à ce saint est peu fréquent dans la région, ce qui a permis de supposer que les religieux ont joué un rôle dans la mise en place de cette dévotion particulière. De nos jours, le pèlerinage et neuvaine ont toujours lieu chaque année en juillet[38],[39].

## Armoiries
Le sceau des récollets de Cassel était : « Semé de lys, symbole de la France, avec un saint Antoine de Padoue, patron de la province». Le saint élevait l'Enfant Jésus avec la légende « Sigill. Montis Regalis FF. Minorum Recoll. Prov. S. Anthonii in Arthesia ».